# Faculté de médecine et de pharmacie de l'université d'Oradea
 (août 2014).
La Faculté de médecine et de pharmacie de l'université d'Oradea est un établissement universitaire public d'Oradea en Roumanie, fondé en 1991, rattaché à l'université d'Oradea.
Faculté publique, inscrite sur IMED et WHO, reconnue par l'Union européenne. Le diplôme accordé au bout des 6 années est la "licenta de doctor medic" qui est reconnu en France d'après les accords sur la reconnaissance des diplômes européens comme équivalent au "doctorat en médecine" français.
Elle a obtenu l'accréditation définitive en 2010 par l'agence gouvernementale ARACIS.
Le cursus est de six ans, l'enseignement en anglais
L'inscription à l'université requiert l'obtention préalable d'une lettre d'acceptation du ministère Roumain.
Aperçu du programme
 (août 2014).
1st Year : 
- Anatomy
- Physiology
- Biophysics
- Biochemistry
- Cellular and Molecular Biology
- Medical Mathematics
- Foreign Language (this is an options module and is not compulsory)
- Romanian Language
- Summer Practice - 30 hours per week

2nd Year : 
- Genetics
- Topographical Anatomy
- Physiology
- Microbiology including - Virology/Parasitology
- Histology
- Genetics
- Romanian Language
- Medical Psychology and Pedagogy
- Summer Practice - 30 hours per week

3rd Year : 
- Morpho-pathology
- Patho-physiology
- Medical Semiology
- Surgical Semiology
- Pharmacology
- Immunology
- Sanogenetic (Health) Education
- Summer Practice - 30 Hours/Week

4th Year :
- Internal Medicine
- Clinical Pharmacology
- Radiology
- Urology
- Traumatology and Orthopaedics
- Surgery
- Medical Emergencies
- Hygiene
- Traditional Medicine
- Child Abuse
- Summer Practice- 30 Hours per week

5th Year : 
- Internal Medicine
- Stomotology
- Neurology
- Paediatrics
- Infantile Surgery and Orthopaedics
- Endocrinology
- E.N.T
- Ophthalmology
- Oncology
- Clinical Genetics
- Pneumophysiology
- Summer Practice - 30 Hours per week

6th Year : 
- Obstetrics - Gynaecology
- Psychiatry
- Dermatology
- Infectious Diseases
- Epidemiology
- Polyclinics
- Clinical and therapeutically Synthesis, Medical and surgical emergencies
- Public Health
- Balneophysiotherapy and Rheumatology
- Forensic Medicine
- Family Planning and Sex Education
- History of Medicine
- Summer Practice - 30 Hours per week